# Северный ветер (картина Уотерхауса)
«Северный ветер», или «Борей», (англ. Boreas) — картина британского художника Джона Уильяма Уотерхауса, написанная в 1903 году. Находится в частной коллекции.

## Описание
Картина называется «Борей» («Северный ветер») в честь древнегреческого бога северного ветра Борея. На картине изображена молодая девушка, которая идёт под сильными порывами ветра. В рецензии 1904 года Королевской академии сюжет картины описывается так:
«В развеваемых ветром сероватых и синих одеждах девушка проходит на фоне весеннего пейзажа, подчеркнутого розовыми цветами и нарциссами».

## Провенанс
После 1904 года местонахождение картины было неизвестно в течение 90 лет, и ещё в 1989 году в биографии Уотерхауса полотно считалось «утерянным». Когда картина была выставлена на продажу в середине 1990-х годов это произвело настоящий фурор в арт-сообществе. Стоимость картины на аукционе достигла рекордной в то время цены для полотен Уотерхауса, достигнув £848 500 фунтов стерлингов ($1 294 000). 